# Kalná Voda
Kalná Voda (německy Trübenwasser) je bývalá ves, nyní část obce Mladé Buky v okrese Trutnov. Nachází se na jihovýchodě Mladých Buků. Prochází tudy železniční trať Trutnov - Svoboda nad Úpou, ale železniční stanice Kalná Voda je už v katastru sousedního Trutnova. Obchvat Kalné Vody tvoří silnice I/14, která dříve vedla celou vesnicí. V roce 2014 zde bylo evidováno 69 adres. V roce 2001 zde trvale žilo 323 obyvatel.
Kalné Vodě dal jméno potok Kalná, známý spíše pod označením Sejfský potok, který se na konci vsi vlévá do řeky Úpy. Potok i řeka protékají celou vsí, kterou odnepaměti postihují záplavami. V 19. století vznikla v Kalné Vodě textilní továrna, po znárodnění Texlen a po jeho krachu Grund. Dalším velkým podnikem je betonárka stavební společnosti BAK. V Kalné Vodě se nachází i celý SKI areál a část golfového hřiště.
Kalná Voda je také název katastrálního území o rozloze 3,8 km2. Toto území má velice neobvyklý tvar a v terénu je takřka nemožné rozeznat, co patří do katastru Kalné Vody a co do katastrů sousedních. Mimo jiné např. místní kulturní dům stojí v katastru Mladých Buků, i když domy okolo něho stojí v Kalné Vodě.